# Секераш, Любомир
Любомир Секераш (словац. Ľubomír Sekeráš; род. 18 ноября 1968 года, Тренчин, Чехословакия) — словацкий хоккеист, игравший на позиции защитника.

## Карьера
Воспитанник хоккейной школы «Дукла» (Тренчин). Выступал за «Дукла» (Тренчин), ХК «Тршинец», «Миннесота Уайлд», ХК «Сёдертелье», «Даллас Старз», «Локомотив» (Ярославль), «Нюрнберг Айс Тайгерс», «Мальме Редхокс», ХК «Злин».
В составе национальной сборной Чехословакии (1990-1992) провел 16 матчей (1 гол). В составе национальной сборной Словакии провел 152 матча (29 голов); участник зимних Олимпийских игр 1994, участник чемпионатов мира 1994 (группа C), 1995 (группа B), 1996, 1997, 1999, 2000 и 2001, участник Кубка мира 1996.
Является лучшим бомбардиром среди защитников, когда либо выступавших за чешский клуб «Тршинец», набрал 217 очков (71 шайба и 146 передач). 8 ноября 2019 года его свитер с номером 77 был поднят под свод арены клуба.

## Достижения
- Серебряный призер чемпионата мира (2000)
- Чемпион Чехословакии (1992)
- Чемпион Словакии (1994)
- Серебряный призер чемпионата Чехии (1998), бронзовый призер (1999)